# Neodictya jakovlevi
Neodictya jakovlevi är en tvåvingeart som beskrevs av Elberg 1965. Neodictya jakovlevi ingår i släktet Neodictya och familjen kärrflugor. Inga underarter finns listade i Catalogue of Life.